# Syntagma musicum
Con Syntagma musicum ci si riferisce a un trattato di argomento musicale scritto da Michael Praetorius.

## Storia
Il Syntagma musicum, pubblicato in tre volumi fra il 1614 e il 1619, è una delle fonti principali per lo studio delle prassi esecutive nella musica del primo barocco. Il primo tomo, sottotitolato Musica artis analecta, venne pubblicato a Wittenberg nel 1614 o nel 1615. La prima parte di questo tomo tratta della musica sacra, iniziando dagli ebrei, dai greci e dai romani, e continuando con la musica cristiana. La seconda parte studia la storia della musica profana, con una relazione fra la musica e l'etica, le scienze naturali, la poesia e il dramma.
Il secondo tomo, sottotitolato De organographia, venne pubblicato a Wolfenbüttel nel 1619. Si tratta di una nomenclatura completa di tutti gli strumenti musicali, antichi e moderni, con numerose illustrazioni e una descrizione molto particolareggiata dell'organo a canne.
Il terzo tomo, sottotitolato Termini musici, venne anch'esso pubblicato a Wolfenbüttel nel 1619. Quest'ultimo libro tratta della musica vocale, con una elenco quasi completo di tutti i nomi di canzoni italiane, francesi, inglesi e tedesche all'epoca famose. Inoltre sono presenti numerose annotazioni sui diversi ritmi e stili. La prima parte di questo tomo descrive le forme della musica vocale proprie del rinascimento e del primo barocco, cominciando dai madrigali italiani. La seconda parte è un trattato sulla semiografia musicale, il solfeggio e il ritmo. L'opera si conclude con un dizionario dei termini musicali italiani, seguito da una serie di articoli riguardanti il basso continuo e la formazione musicale dei cori.